# مجزرة عائلة البكري
مجزرة عائلة البكري، هي مجزرةٌ ارتكبها سلاح الجوّ الإسرائيلي حينما أغارَ على منازل المدنيين في في خانيونس جنوب القطاع من مساء يوم الأربعاء الموافق 18 أكتوبر 2023. هذه المجزرة من ضمن عدة مجازر وقعت خلال عملية طوفان الأقصى. حيثُ تم استهدف منزل لعائلة البكري قرب المستشفى الأوروبي بخانيونس، وأعلن عن ارتقاء 9 شهداء منهم 7 أطفال.

## الخلفية
في ساعاتِ الصباح الأولى من يوم السابع من أكتوبر 2023 أطلقت حركة المقاومة الإسلامية حماس عبر ذراعها العسكري كتائب الشهيد عز الدين القسام عملية طوفان الأقصى وذلك ردًا على الاعتداءات الإسرائيلية وتدنيس الأقصى والاستمرار في الاستيطان كما أكّد على ذلك محمد الضيف القائد العام للقسّام والذي أعطى إشارة انطلاق العمليّة التي شهدت اقتحامًا من المقاومين لمستوطنات غلاف غزة ونجحوا في قتلِ عدد كبيرٍ من الجنود الإسرائيليين وأسر عشرات آخرين كما استطاعوا خلال ساعات قطع عشرات الكيلومترات ووصلوا لمستوطنات أبعد من تلك المحيطة والقريبة من قطاع غزة.

## المجزرة
بتاريخ 18 أكتوبر 2023 شنت الطائرات غارة على منزل قرب مدرسة أحمد عبد العزيز التي تأوي نازحين في منطقة الحاووز بمخيم خان يونس جنوب القطاع، ما أوقع شهداء وجرحى. وسقط 10 شهداء بينهم 8 أطفال وسيدتين، و10 إصابات وصلوا لمستشفى غزة الأوروبي شرق المحافظة.